# Parafia Opieki Matki Bożej w Aniak
Parafia Opieki Matki Bożej – parafia prawosławna w Aniak, w dekanacie Russian Mission diecezji Alaski Kościoła Prawosławnego w Ameryce.
Parafia posiada wolno stojącą cerkiew, wzniesioną przez rosyjskich misjonarzy. Obok cerkwi rozciąga się niewielki cmentarz.